# Суспирија (филм из 2018)
Суспирија (итал. Suspiria) је италијанско-амерички хорор филм из 2018. године, режисера Луке Гвадањина, римејк истоименог италијанског филма из 1977, чији су творци Дарио Арђенто и Дарија Николоди. Главне улоге тумаче Дакота Џонсон, Тилда Свинтон, Мија Гот, Ангела Винклер и Клои Грејс Морец, док је музику за филм компоновао Том Јорк. Главна глумица из оригиналног филма, Џесика Харпер, има камео појављивање.
Гвадањино је римејк најавио још 2008. године, када је откупио ауторска права на оригинални филм. Снимање је почело у Варезеу 31. октобра 2016. Филм је премијерно приказан 1. септембра 2018, на Филмском фестивалу у Венецији, након чега га је продукцијска кућа Amazon Studios дистрибуирала у биоскопима. Изазвао је веома помешане оцене критичара и остварио комерцијални неуспех.
Римејк Суспирије је на различитим филмским фестивалима био номинован за 98 награда, од чега је освојио 24. Упркос комерцијалном неуспеху, Гвадањино је најавио да има у плану и римејкове преостала два филма из трилогије Три мајке, Инферна (1980) и Мајке суза (2007). 

## Радња
Године 1977. млада девојка Сузи Банион одлази из Охаја на плесну академију Маркос у Немачкој. Њен долазак подудара се са нестанком једне од ученица, Пет Хингл. Она је нестала након што је свом психијатру открила да сумња у то да њихову школу води ковен вештица...

## Улоге
| Глумац           | Улога                                    |
| ---------------- | ---------------------------------------- |
| Дакота Џонсон    | Сузана „Сузи” Банион / Мајка Суспириорум |
| Тилда Свинтон    | мадам Вева Бланк / Хелена Маркос         |
| Мија Гот         | Сара Симс                                |
| Ангела Винклер   | госпођа Танер                            |
| Ингрид Кавен     | госпођа Вендегаст                        |
| Елена Фокина     | Олга Иванова                             |
| Силви Тести      | госпођа Грифит                           |
| Рене Сутендејк   | госпођа Хулер                            |
| Џесика Харпер    | Анке Мејер                               |
| Клои Грејс Морец | Патриша „Пет” Хингл                      |
| Џесика Батут     | госпоша Мандел                           |
| Алек Век         | госпођа Милијус                          |
| Фред Келемен     | агент Албрехт                            |